# 奇跡の山 さよなら、名犬平治
『奇跡の山 さよなら、名犬平治』（きせきのやま さよなら、めいけんへいじ）は、東宝創立60周年記念作品として1992年4月18日に公開された日本映画。カラー、ビスタビジョン。上映時間は112分。

## 概要
大分県の九重連山を舞台に実在のイヌ・平治 (犬)をモデルに失語症の少女とガイド犬として育てられる犬との交友及び家族の再生物語を描いた作品。

## キャスト
- 中江有里：牧村敦子
- 渡瀬恒彦：牧村弘
- 菅原文太：谷口清三
- 烏丸せつこ：加納恵子
- 久野綾希子：牧村美智代
- 斉藤隆治：杉本亮太
- レオナルド熊：亮太の父
- 寺田農：精神科医

## スタッフ
- 製作：磯崎洋三、林芳信
- 原作：坂井ひろ子[1]
- 音楽：荻野清子
- プロデューサー：並木章、軸屋真司、田久保正之、山本一夫
- 撮影：加藤雄大
- 美術：育野重一、藤原和彦
- 録音：池田昇
- 編集：小川信夫
- 照明：大澤暉男
- 助監督：木戸田康秀、河村毅
- 製作担当者：金澤清美
- スチール：石月美徳

- 監督・脚本：水島総

- 製作協力：東宝映画

## 補足
この映画を縁に、中島みゆきは中江有里に楽曲（「風の姿」）を提供した。